# Naturdenkmal Ossenstein

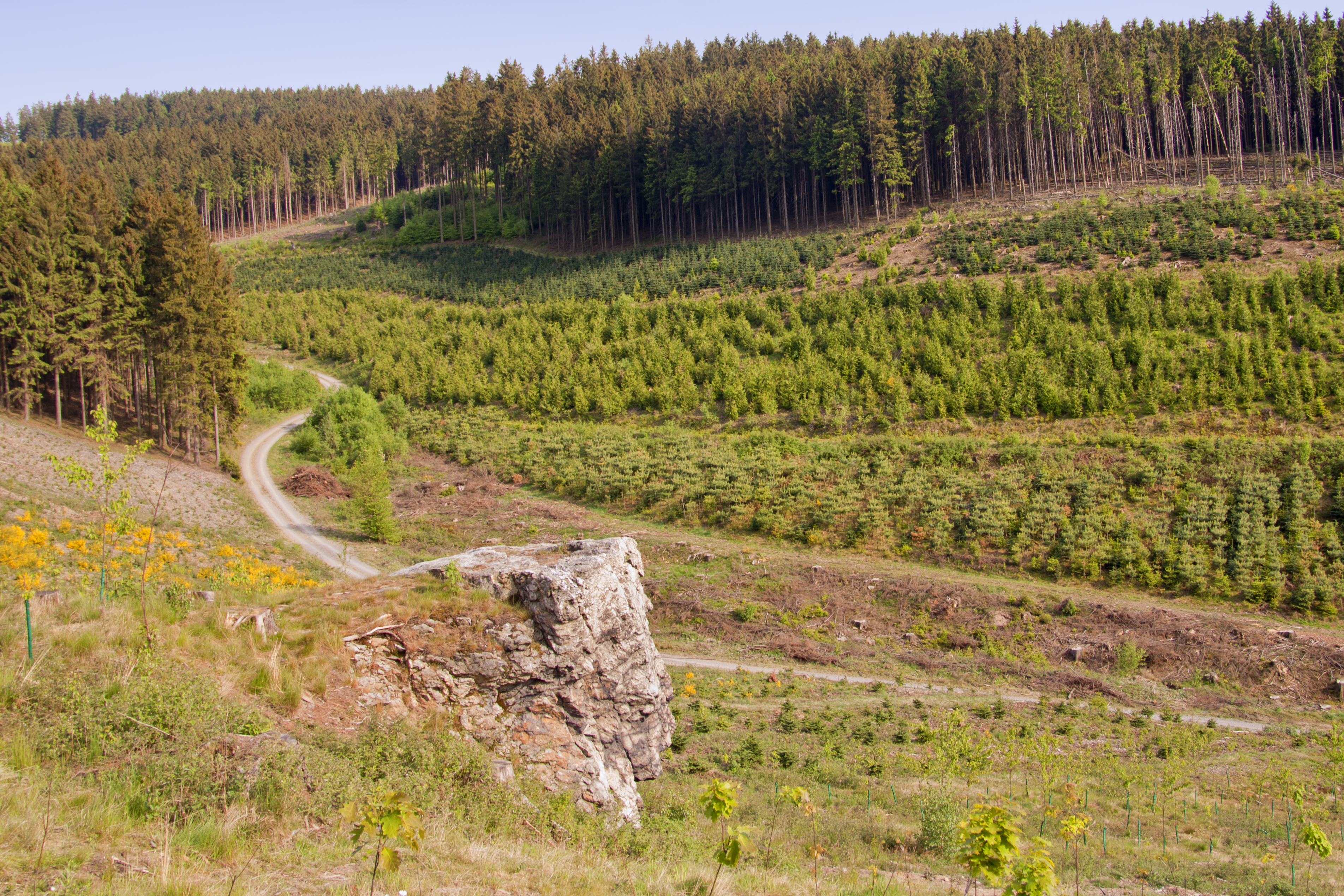
Naturdenkmal Ossenstein

Das Naturdenkmal Ossenstein mit einer Größe von 0,35 ha liegt nordwestlich von Dörnholthausen im Stadtgebiet von Sundern (Sauerland). Das Gebiet wurde 1993 mit dem Landschaftsplan Sundern durch den Hochsauerlandkreis als Naturdenkmal (ND) ausgewiesen.